# Kafe aman
Le kafe aman est un type de kafenío, un lieu de divertissement où se réunissaient les gens pour boire, manger, fumer le narguilé. Né au cours du XVIIe siècle dans l'Empire ottoman, il fédère autour de lui toutes les ethnies de l'empire : Arabes, Arméniens, Grecs, Juifs et Turcs.
On l'oppose souvent au kafe şantan (turc) ou καφέ σαντάν (grec) qui vient du français (café chantant), où la musique jouée était occidentale.
Le kafe aman tient son nom du mot arabo-persan aman, signifiant « pitié ». On chantait en ces lieux les amanedes, longues complaintes, dans lesquelles le mot aman est répété à de nombreuses reprises.